# Équipe du Kenya de football à la Coupe d'Afrique des nations 2019
L’équipe du Kenya de football participe à la Coupe d'Afrique des nations 2019 organisée en Égypte du 21 juin au 19 juillet 2019. Elle est éliminée au premier tour, en terminant 3e du groupe C avec une victoire (face à la Tanzanie) et deux défaites (face à l'Algérie et au Sénégal).

## Qualifications
Le Kenya est placé dans le groupe F des qualifications qui se déroulent du 9 juin 2017 au 23 mars 2019. Il est qualifié le 3 décembre après la disqualification de la Sierra Leone.

### Résultats
| Rang | Équipe   | Pts | J | G | N | P | Bp | Bc | Diff |  | Résultats (▼ dom., ► ext.) |     |     |     |
| ---- | -------- | --- | - | - | - | - | -- | -- | ---- |  | -------------------------- | --- | --- | --- |
| 1    | Ghana    | 9   | 4 | 3 | 0 | 1 | 8  | 1  | +7   |  | Ghana                      |     | 1-0 | 5-0 |
| 2    | Kenya    | 7   | 4 | 2 | 1 | 1 | 4  | 1  | +3   |  | Kenya                      | 1-0 |     | 3-0 |
| 3    | Éthiopie | 1   | 4 | 0 | 1 | 3 | 0  | 10 | -10  |  | Éthiopie                   | 0-2 | 0-0 |     |

| Résultat annulé        | Sierra Leone                   | 2 - 1 | Kenya      |                                                                   |                                                                   |
| 10 juin 2017 16h30 UTC | Wobay 22e · Bangura 69e (pen.) | (1-0) | 75e Olunga | Brookfields National Stadium, Freetown Arbitrage : Ferdinand Udoh | Brookfields National Stadium, Freetown Arbitrage : Ferdinand Udoh |
| 10 juin 2017 16h30 UTC | Rapport                        |       |            | Brookfields National Stadium, Freetown Arbitrage : Ferdinand Udoh | Brookfields National Stadium, Freetown Arbitrage : Ferdinand Udoh |

| 8 septembre 2018 | Kenya           | 1 - 0 | Ghana |                                         |                                         |
|                  | Opoku 40e (csc) | (1-0) |       | MISC, Nairobi Arbitrage : Janny Sikazwe | MISC, Nairobi Arbitrage : Janny Sikazwe |
|                  | Rapport         |       |       | MISC, Nairobi Arbitrage : Janny Sikazwe | MISC, Nairobi Arbitrage : Janny Sikazwe |

| 10 octobre 2018 | Éthiopie | 0 - 0 | Kenya |                                                         |                                                         |
|                 |          | (0-0) |       | Bahir Dar Stadium, Bahir Dar Arbitrage : Bakary Gassama | Bahir Dar Stadium, Bahir Dar Arbitrage : Bakary Gassama |
|                 | Rapport  |       |       | Bahir Dar Stadium, Bahir Dar Arbitrage : Bakary Gassama | Bahir Dar Stadium, Bahir Dar Arbitrage : Bakary Gassama |

| 14 octobre 2018 | Kenya                                        | 3 - 0 | Éthiopie |                                                   |                                                   |
|                 | Olunga 23e · Johana 27e · Wanyama 67e (pen.) | (2-0) |          | MISC, Nairobi Arbitrage : Ahmad Imtehaz Heeralall | MISC, Nairobi Arbitrage : Ahmad Imtehaz Heeralall |
|                 | Rapport                                      |       |          | MISC, Nairobi Arbitrage : Ahmad Imtehaz Heeralall | MISC, Nairobi Arbitrage : Ahmad Imtehaz Heeralall |

| 23 mars 2019 | Ghana       | 1 - 0 | Kenya |                                |                                |
|              | Schlupp 82e | (0-0) |       | Accra Arbitrage : Joshua Bondo | Accra Arbitrage : Joshua Bondo |
|              | Rapport     |       |       | Accra Arbitrage : Joshua Bondo | Accra Arbitrage : Joshua Bondo |

### Statistiques

#### Buteurs
| Buts | Joueurs                                                            |
| ---- | ------------------------------------------------------------------ |
| 1    | Eric Johana Omondi, Michael Olunga, Nicholas Opoku, Victor Wanyama |

## Préparation
Le Kenya effectue un stage de préparation de trois semaines en France, du 31 mai au 18 juin, au centre national du rugby de Marcoussis. Le lieu a été choisi par le sélectionneur Sébastien Migné afin de tenir les joueurs à l'abri de la pression des supporteurs et de disposer d'un climat permettant d'effectuer plusieurs séances d'entraînement par jour.
Le Kenya remporte son premier match amical face à Madagascar le 7 juin (1-0). Il concède le nul face à la RDC le 15 juin.
| 7 juin 2019 | Kenya              | 1 - 0 | Madagascar |                               |                               |
| 20h00       | Wanyama 67e (pen.) | (0-0) |            | Stade Robert-Bobin, Bondoufle | Stade Robert-Bobin, Bondoufle |

| 15 juin 2019 | Kenya      | 1 - 1 | RD Congo    |        |        |
|              | Olunga 25e | (1-0) | 87e Masuaku | Madrid | Madrid |

## Compétition

### Tirage au sort
Le tirage au sort de la CAN se déroule 12 avril 2019 au Caire, face au Sphinx et aux Pyramides. 
Le Kenya est placé dans le chapeau 3 en raison de son classement FIFA. Le tirage au sort donne alors comme adversaires des Kényans, le Sénégal (chapeau 1, 23e au classement FIFA), l'Algérie (chapeau 2, 70e) et la Tanzanie (chapeau 4, 131e) dans le groupe C.

### Effectif
La liste des 23 Kényans retenus pour la CAN est dévoilée le 11 juin 2019.

### Premier tour
| Rang | Équipe   | Pts | J | G | N | P | Bp | Bc | Diff |  | Résultats (▼ dom., ► ext.) |     |     |     |     |
| ---- | -------- | --- | - | - | - | - | -- | -- | ---- |  | -------------------------- | --- | --- | --- | --- |
| 1    | Algérie  | 9   | 3 | 3 | 0 | 0 | 6  | 0  | +6   |  | Algérie                    |     | 1-0 | 2-0 | 3-0 |
| 2    | Sénégal  | 6   | 3 | 2 | 0 | 1 | 5  | 1  | +4   |  | Sénégal                    | 0-1 |     | 3-0 | 2-0 |
| 3    | Kenya    | 3   | 3 | 1 | 0 | 2 | 3  | 7  | -4   |  | Kenya                      | 0-2 | 0-3 |     | 3-2 |
| 4    | Tanzanie | 0   | 3 | 0 | 0 | 3 | 2  | 8  | -6   |  | Tanzanie                   | 0-3 | 0-2 | 2-3 |     |

     Équipe qualifiée ou victorieuse; Pts = points; J = joués; G = gagnés; N = nuls; P = perdus;
Bp = buts pour; Bc = buts contre; Diff = différence de buts
| 23 juin 2019 | Algérie                           | 2 - 0   | Kenya                   | Stade du 30 Juin, Le Caire                      |                                                 |
| 22h00 CAT    | Bounedjah 26e (pen.) · Mahrez 43e | (2 - 0) |                         | Spectateurs : 8 071 Arbitrage : Mahamadou Keita | Spectateurs : 8 071 Arbitrage : Mahamadou Keita |
| 22h00 CAT    |                                   | Rapport | 12e Khamis · 18e Otieno | Spectateurs : 8 071 Arbitrage : Mahamadou Keita | Spectateurs : 8 071 Arbitrage : Mahamadou Keita |

| 27 juin 2019 | Kenya                                  | 3 - 2   | Tanzanie                     | Stade du 30 Juin, Le Caire                      |                                                 |
| 22h00 CAT    | Olunga 39e 80e · Omolo 62e             | (1 - 2) | 6e Msuva · 40e Aly Samatta   | Spectateurs : 7 233 Arbitrage : Ahmad Heeralall | Spectateurs : 7 233 Arbitrage : Ahmad Heeralall |
| 22h00 CAT    | Omolo 24e · Wanyama 56e · Matasi 90+3e | Rapport | 29e Mwantika · 49e Ramadhani | Spectateurs : 7 233 Arbitrage : Ahmad Heeralall | Spectateurs : 7 233 Arbitrage : Ahmad Heeralall |

| 1er juillet 2019 | Kenya                                    | 0 - 3   | Sénégal | Stade du 30 Juin, Le Caire |                          |
| 21h00 CAT        |                                          | (0 - 0) | 63e Sarr · 71e 78e (pen.) Mané                                                                                         | Arbitrage : Gehad Grisha   | Arbitrage : Gehad Grisha |
| 21h00 CAT        | Otieno 10e, 76e · Masika 57e · Okumu 68e | Rapport | 60e Mané · | Arbitrage : Gehad Grisha   | Arbitrage : Gehad Grisha |
| 21h00 CAT        |                                          | Équipes | Gomis - Ciss, Koulibaly, Kouyaté, Gassama - Gueye (Diatta 80e), P. A. N'Diaye, Saivet, Mané, Sarr - Niang (Konaté 75e) | Arbitrage : Gehad Grisha   | Arbitrage : Gehad Grisha |

### Statistiques

#### Buteurs
| Buts | Joueurs        | Adversaires |
| ---- | -------------- | ----------- |
| 2    | Michael Olunga | Tanzanie    |
| 1    | Johanna Omolo  | Tanzanie    |